# アミー (キャラクター)
アミー（英: AMIE）は、ネッツトヨタ富山のマスコットキャラクターである。

## 概要
- ペンギンをモチーフにしている[1]。
- 名前の由来は、フランス語で友達の意味[1]。
- 特技はコスプレ[1]。
- アミーとシャルロットのLINEスタンプを発売している[2]。